# オステローデ・アム・ハルツ

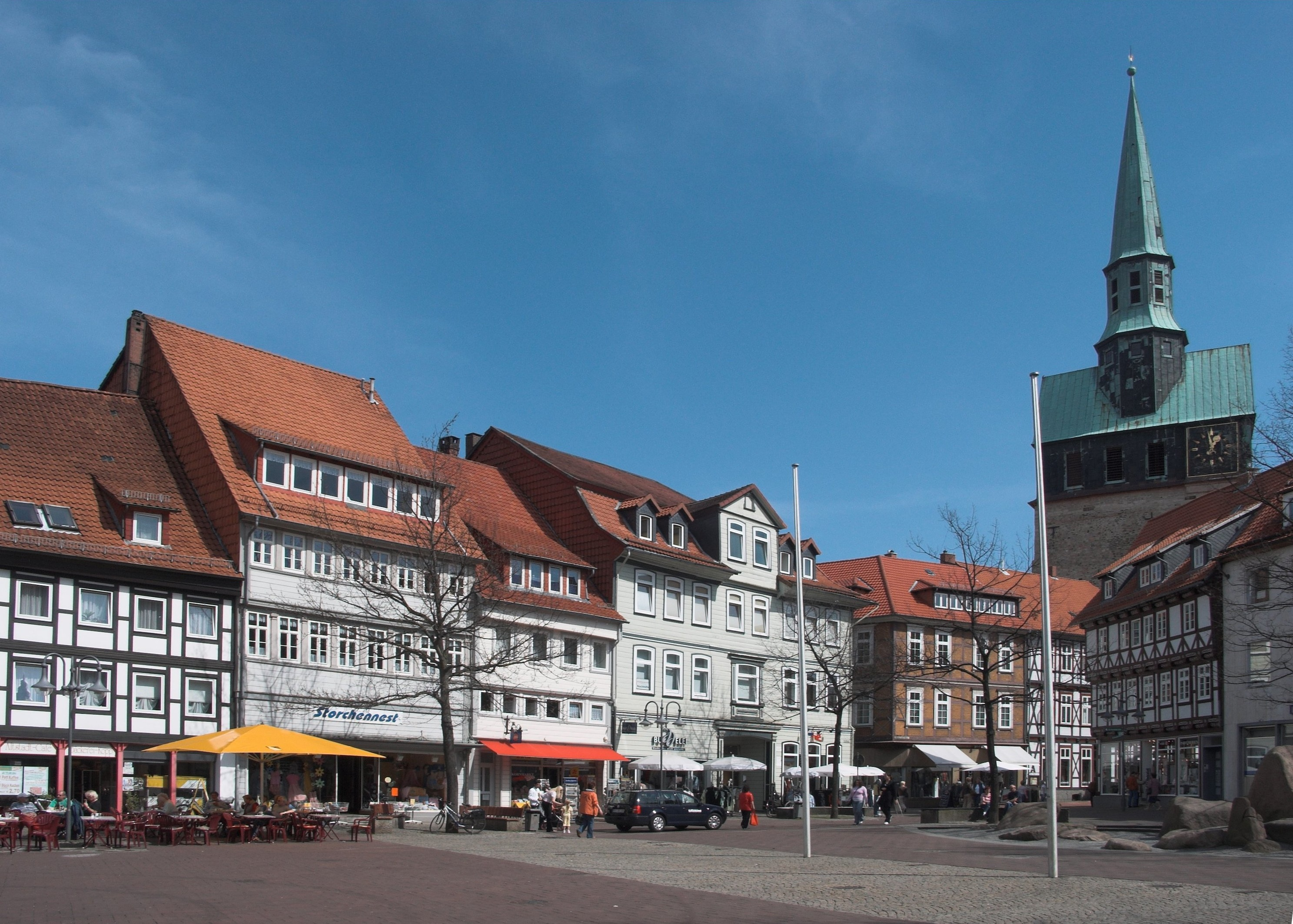
オステローデ・アム・ハルツ中心部、コルンマルクトの街並み

オステローデ・アム・ハルツ (ドイツ語: Osterode am Harz, ドイツ語発音: [ɔstəˈroːdə]) は、ドイツ連邦共和国ニーダーザクセン州ゲッティンゲン郡に属す市である。オーバーハルツ南西端に位置し、中規模都市に分類される。2016年11月1日にゲッティンゲン郡と合併する以前はオステローデ・アム・ハルツ郡の郡庁所在地であった。

## 地理

### 位置
オステローデ・アム・ハルツ市は、ハルツ山地とその前山にあたる丘陵地との間を北西から南東に延びる谷に位置している。ペータースヒュッテ地区やカッツェンシュタイン地区付近は急峻な斜面で、石膏の山頂部が露出している。市の南東部は湿地であり、天然あるいは人工の池が数多く存在する。
市内をゼーゼ川が流れている。市から約 5 キロメートルの場所にゼーゼタール堰があり、水を堰き止めている。ゼーゼタール堰は1931年に完成し、25.5 立方メートルの水を貯蔵できる。ハルツ上水を通って水はブレーメンにまで供給される。オステローデでアーペンケ川がゼーゼ川に合流する。

### 市の構成
オステローデ・アム・ハルツ市は以下の地区から構成される: 
- ドルステ（1,505人）
- デューナ（126人）
- フェルステ/ニーンシュテット　フェルステ（1,893人）、ニーンシュテット（442人）
- フライハイト（1,878人）
- ラスフェルデ/ペータースヒュッテ/カッツェンシュタイン　ラスフェルデ（1,212人）、ペータースヒュッテ（745人）、カッツェンシュタイン（1,121人）
- レルバッハ（990人）
- マルケ（123人）
- ケルンシュタット（中核市区、10,243人）
- リーフェンスベーク＝カムシュラッケン（270人）
- シュヴィーガースハウゼン（1,666人）
- ユールデ（103人）

人口は2012年7月1日現在の値である。

### 気候
| オステローデ・アム・ハルツの気候                               | オステローデ・アム・ハルツの気候 | オステローデ・アム・ハルツの気候 | オステローデ・アム・ハルツの気候 | オステローデ・アム・ハルツの気候 | オステローデ・アム・ハルツの気候 | オステローデ・アム・ハルツの気候 | オステローデ・アム・ハルツの気候 | オステローデ・アム・ハルツの気候 | オステローデ・アム・ハルツの気候 | オステローデ・アム・ハルツの気候 | オステローデ・アム・ハルツの気候 | オステローデ・アム・ハルツの気候 | オステローデ・アム・ハルツの気候 |
| 月                                                             | 1月                              | 2月                              | 3月                              | 4月                              | 5月                              | 6月                              | 7月                              | 8月                              | 9月                              | 10月                             | 11月                             | 12月                             | 年                               |
| -------------------------------------------------------------- | -------------------------------- | -------------------------------- | -------------------------------- | -------------------------------- | -------------------------------- | -------------------------------- | -------------------------------- | -------------------------------- | -------------------------------- | -------------------------------- | -------------------------------- | -------------------------------- | -------------------------------- |
| 平均最高気温 °C （°F）                                         | 3 (37)                           | 4 (39)                           | 8 (46)                           | 13 (55)                          | 18 (64)                          | 21 (70)                          | 22 (72)                          | 22 (72)                          | 19 (66)                          | 14 (57)                          | 8 (46)                           | 4 (39)                           | 13 (55.3)                        |
| 平均最低気温 °C （°F）                                         | −2 (28)                          | −2 (28)                          | 0 (32)                           | 3 (37)                           | 7 (45)                           | 10 (50)                          | 12 (54)                          | 12 (54)                          | 9 (48)                           | 6 (43)                           | 2 (36)                           | −1 (30)                          | 4.7 (40.4)                       |
| 降水量 mm （inch）                                             | 69.7 (2.744)                     | 56.6 (2.228)                     | 61.8 (2.433)                     | 62.5 (2.461)                     | 67.8 (2.669)                     | 96.8 (3.811)                     | 81.1 (3.193)                     | 80.6 (3.173)                     | 85.0 (3.346)                     | 53.8 (2.118)                     | 68.9 (2.713)                     | 85.2 (3.354)                     | 849.7 (33.453)                   |
| 平均降雨日数                                                   | 11                               | 9                                | 10                               | 10                               | 10                               | 11                               | 10                               | 10                               | 9                                | 9                                | 11                               | 12                               | 122                              |
| 出典：気温および降雨日数 - HolidayCheck, 降水量 - ドイツ気象庁 |                                  |                                  |                                  |                                  |                                  |                                  |                                  |                                  |                                  |                                  |                                  |                                  |                                  |

## 歴史

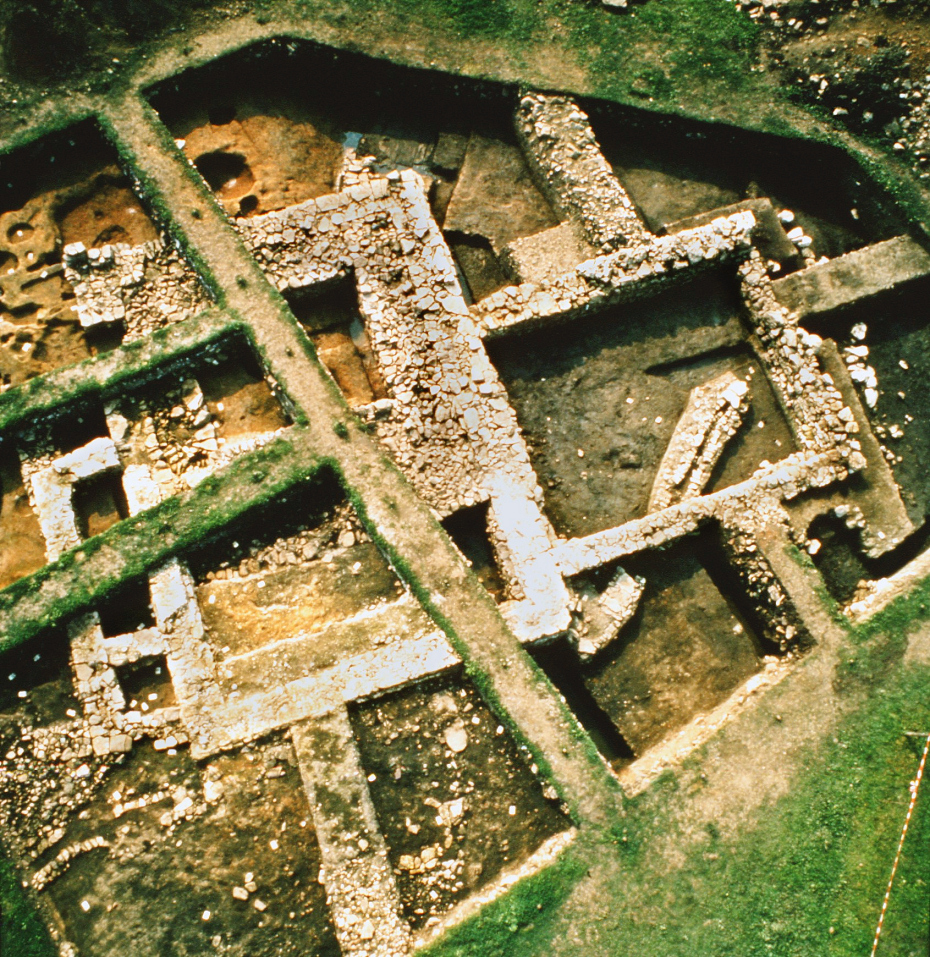
デューナ領主館跡

本市は古くからの定住地域に位置している。発掘調査では、ピピンスブルクで土塁によって護られたラ＝テーヌ時代の定住地跡が発見された。デューナ近郊でデューナ領主館跡が見つかっている。この屋敷は、3-4世紀から13-14世紀まで中断をはさみながら約1,000年もの間ここに存在していた。オステローデ集落がいつ建設されたかは不明である。地名の -rode は、中世初期から中世盛期の開墾時代に創設されたことを意味している。この地名は、「開拓地の東にある場所」あるいは「開拓地の東部分」と解釈されるが、西にあった集落がどこであったのかが問題となる。これとは別にときおり議論に登る、ゲルマンの神 Ostara との関係は一般的には否定されている。オステローデの最初の文献記録は異なる解釈がなされている。エアフルトのペータース修道院の年代記には1152年に裕福な村 Osterroth がハインリヒ獅子公と辺境伯アルブレヒト熊公とのフェーデによって破壊されたという記述がある。他の記述は、皇帝ロタールの1136年10月7日の文書で言及されているという主張がなされているが、この文書は12世紀末に作成された偽造文書である。また、別の人物は、最初の文献証拠で記載されているのは、オステローデ・アム・ファルシュタイン（現在はオスターヴィーク市の一部）であると主張する。
旧市街の北側の鞍部に位置するオステローダー城は、おそらくこの市場集落と古いハルツ街道を護るために建設された。1234年に初めて市壁に関する記述が現れ、1238年には参事会、市民、新市街について記録されており、1261年には市の印章が使われた。オットー幼童公は、名称不明のいくつかの法令の中で、住民をブラウンシュヴァイクの租税から解放すること、ゴスラーからのビール輸入禁止を解除すること、税の徴収を停止することを認めた。皇帝の街ゴスラーの都市法は、1293年にやっと市場町となることを認めた。また、他の日付のない書簡で公はオステローデの新市街を新たに建設する計画を知らせている。現在の街の様子に明らかに計画都市としての名残をとどめており、独自の市場を有していた。特に近隣の荒廃したベジンゲン村やモトリンゲローデ村の住民たちがノイシュタットに定住した。これが、ノイシュタット住民が廃村の耕作地経営に高い割合で参加している理由である。オステローデのもっと近くに中世の廃村ガイルスハーゲンがある。市の防衛施設が設けられていた建物のない土地が、現在も旧市街と新市街の昔の境界を示している。南東の市壁のラインは取り除かれ、1230年頃から聖ヤコービ教団が設けられた。
1289年のヴェルフ家の分割により、オステローデはブラウンシュヴァイク＝グルーベンハーゲン家の所領となった。この状態は1598年に同家が断絶するまで続いた。侯は旧オステローデ城に住んだが、この城は16世紀に放棄された。エルンスト3世は1561年に閉鎖された聖ヤコービ修道院を城館に改築した。
本市はハンザ同盟にも加盟する重要な交易都市であった。その豊かさは、周辺で営まれていた鉱石の採掘や製鉄業によっても支えられていた。1420年にかつての修道院学校は市立のラテン語学校として引き継がれた。

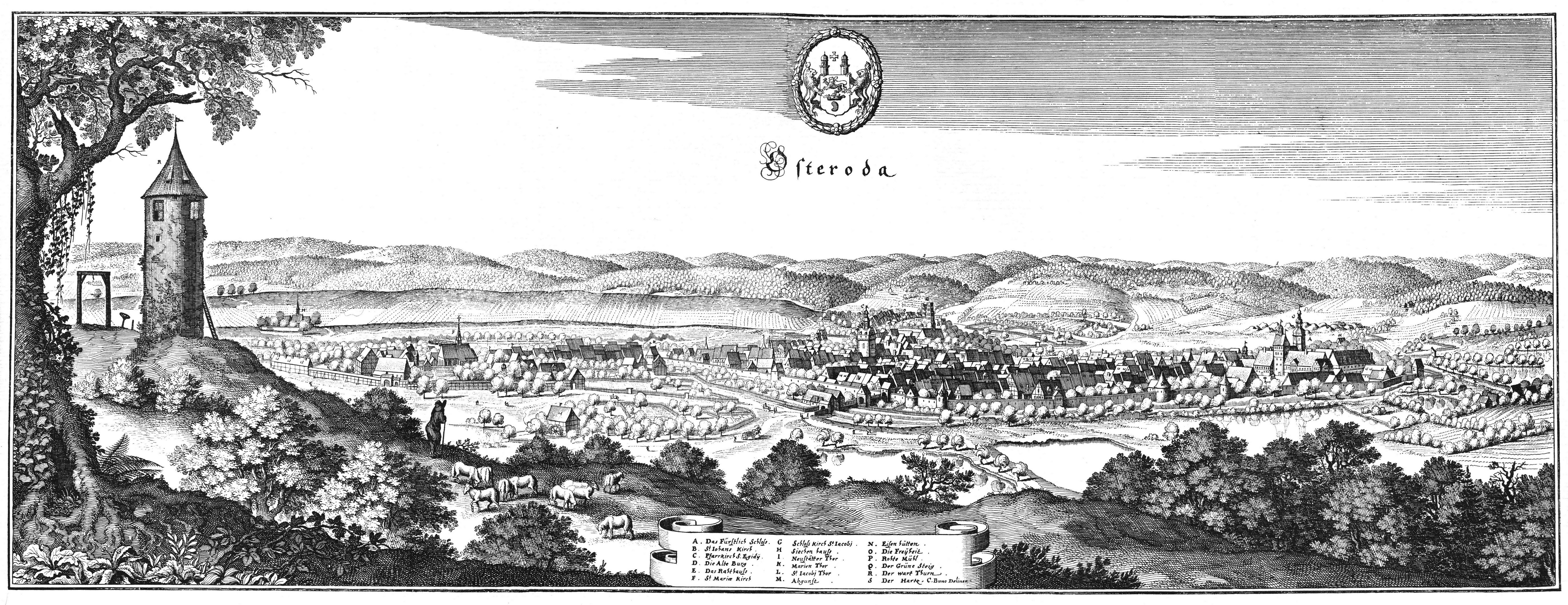
マテウス・メーリアンの銅版画に描かれた17世紀中頃のオステローデ

1545年の火災、三十年戦争やその後の七年戦争による破壊、1625年から1627年のペストの流行、繰り返されるゼーゼ川の氾濫がこの街の退潮を招いた。しかしオステローデは19世紀になるまでに織布と商業の交易地に発展していった。1807年から1813年までこの街はハルツ県に属した。1867年から1885年までは、アムト・オステローデが形成され、アムト・ギーボルデンハウゼン、アムト・ヘルツベルク、オステローデ市、ドゥーダーシュタット市、ヘルツベルク市とともにオステローデ郡が組織された。この郡は「シュトイアークライス」とも呼ばれた。郡長によって運営されていたが、郡には何の権限も与えられておらず、並立する県同士の争いに常にさらされていた。アムトや街の統合はプロイセンの行政改革によるものであった。それは併合したハノーファー王国をプロイセン王国の州とするための施策であり、特に税制と軍事を目的として行われた。

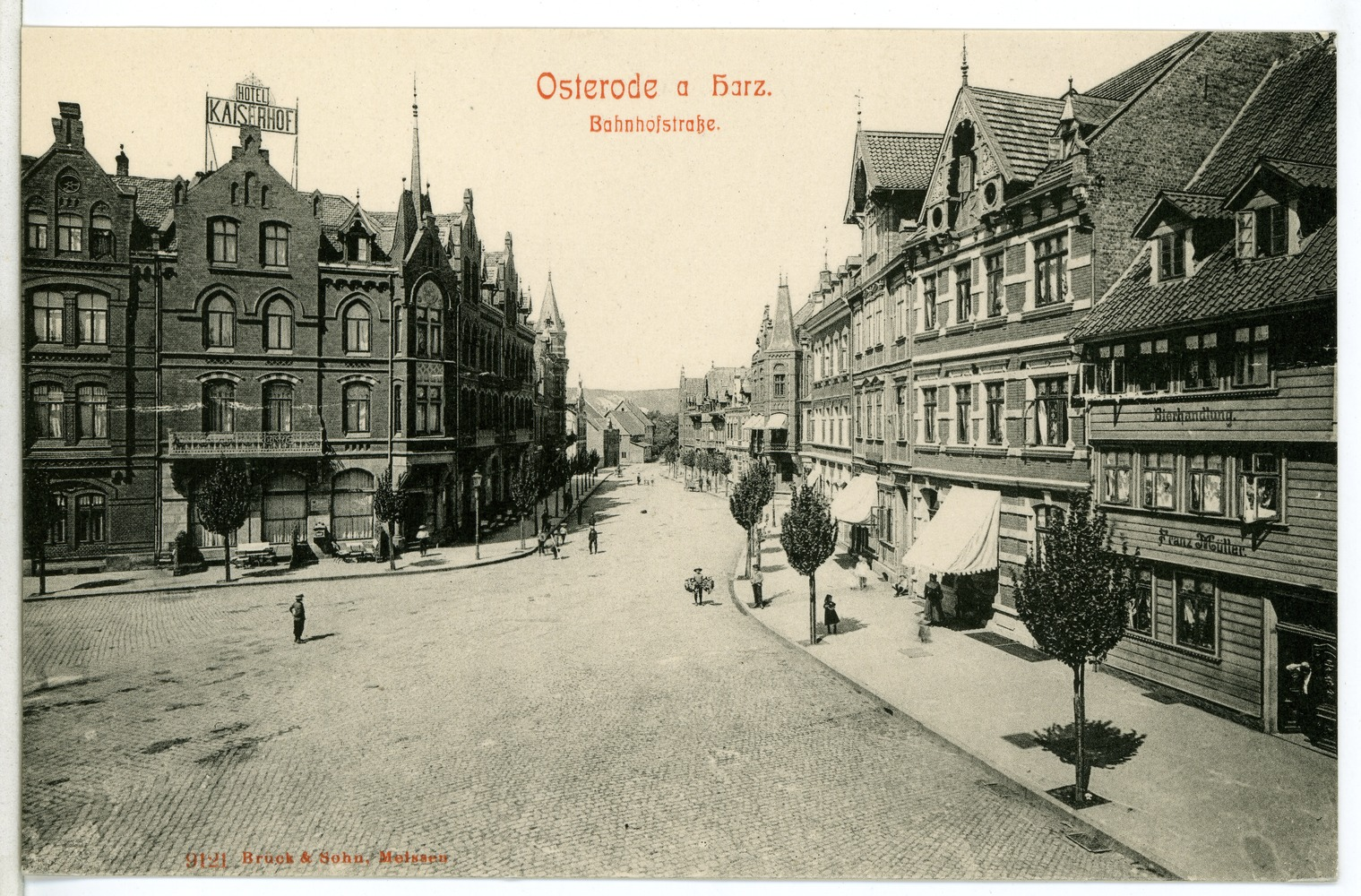
1907年のバーンホーフ通り

19世紀末にコットン工場や織布工場ができ、1928年から1932年に洪水防止のためのゼーゼタール堰の建設が行われた。
第二次世界大戦でのオステローデは、いくつかの戦争遂行上重要な軍需工場の所在地であり、その生産の大部分は強制労働によって行われていた。1944年から暗号名「ダッハス IV」という名称の下で燃料や潤滑剤の原料を製造する石炭液化工場が、オステローデ近郊の石膏採掘場に設けられた。ここで強制労働に従事する者のためにゼーゼ川の畔にミッテルバウ＝ドーラ強制収容所の外部分所が建設された。また、機械工場クルト・ヘーバーで平均300人に強制労働を行わせるためのブーヘンヴァルト強制収容所の分所司令部が1944年秋に設けられた。この収容者が1944年10月にミッテルバウ＝ドーラ強制収容所に振り分けられた。第二次世界大戦中オステローデの刑務所には合計約1,000人が収監された。後にジグベルト＝カッセルという商標を用いるオステローデ光学工場には労働局の命令によって200人の強制労働者が収容された。さらにオステローデでは以下の企業に強制労働者が収容された。
- アントン・ピラー: 450人
- ノルトヴェルケ: 50人
- R. ケラーマン: 430人
- グレーヴェ・ウール: 180人
- ポーレンラーガー: 220人
- ヴァルトラーガー・ブレムケタール: 290人
- ロレンツ社体育館: 310人

1945年3月27日に分所司令部が解体された。
1945年4月初め、オステローデ近郊で、アメリカ軍と防衛軍との小規模な戦闘があった。連合軍の行軍を遅らせるためにゼーゼ川の橋を爆破する命令が下された。ヨハニス門橋の爆破によって街は甚大な被害を受け、周辺の何棟かの建物は破壊された。ただし、旧市街中心部は現在も遺されている。1945年以後新たな工業分野がこの街に根付いた。国家社会主義時代に軍需産業に関わった工業系企業は戦後の生産増大によって救われた。
奇跡的経済復興の初期には、建築家ハンス・イェッケルやヴィルヘルム・ヴィートフェルトのプランに基づき1954年から1956年に当時の病院が建設された。また、1961年から1982年にはイェッケルの設計による郡立職業学校が建設された。

### 市町村合併
1971年2月1日にフライハイト、カッツェンシュタイン、ラスフェルデ、ペータースヒュッテ、シュヴィーガースハウゼンが合併した。1972年7月1日にドルステ、フェルステ、レルバッハ、マルケ、ニーンシュテット・アム・ハルツ、リーフェンスベーク＝カムシュラッケン、それにヘルデンの一部である人口約100人強の部分がこの街に合併した。

## 住民

### 人口推移
| 年   | 人口（人） |
| 1961 | 29,228     |
| 1970 | 30,124     |
| 1987 | 26,699     |
| 1990 | 27,097     |
| 1995 | 26,707     |
| 2000 | 25,848     |
| 2005 | 24,643     |
| 2010 | 23,444     |
| 2015 | 22,201     |

1961年（6月6日）と1970年（5月27日）の人口は、それぞれの人口調査結果による。数値は、後に合併した地域の人口を含む。

### 宗教

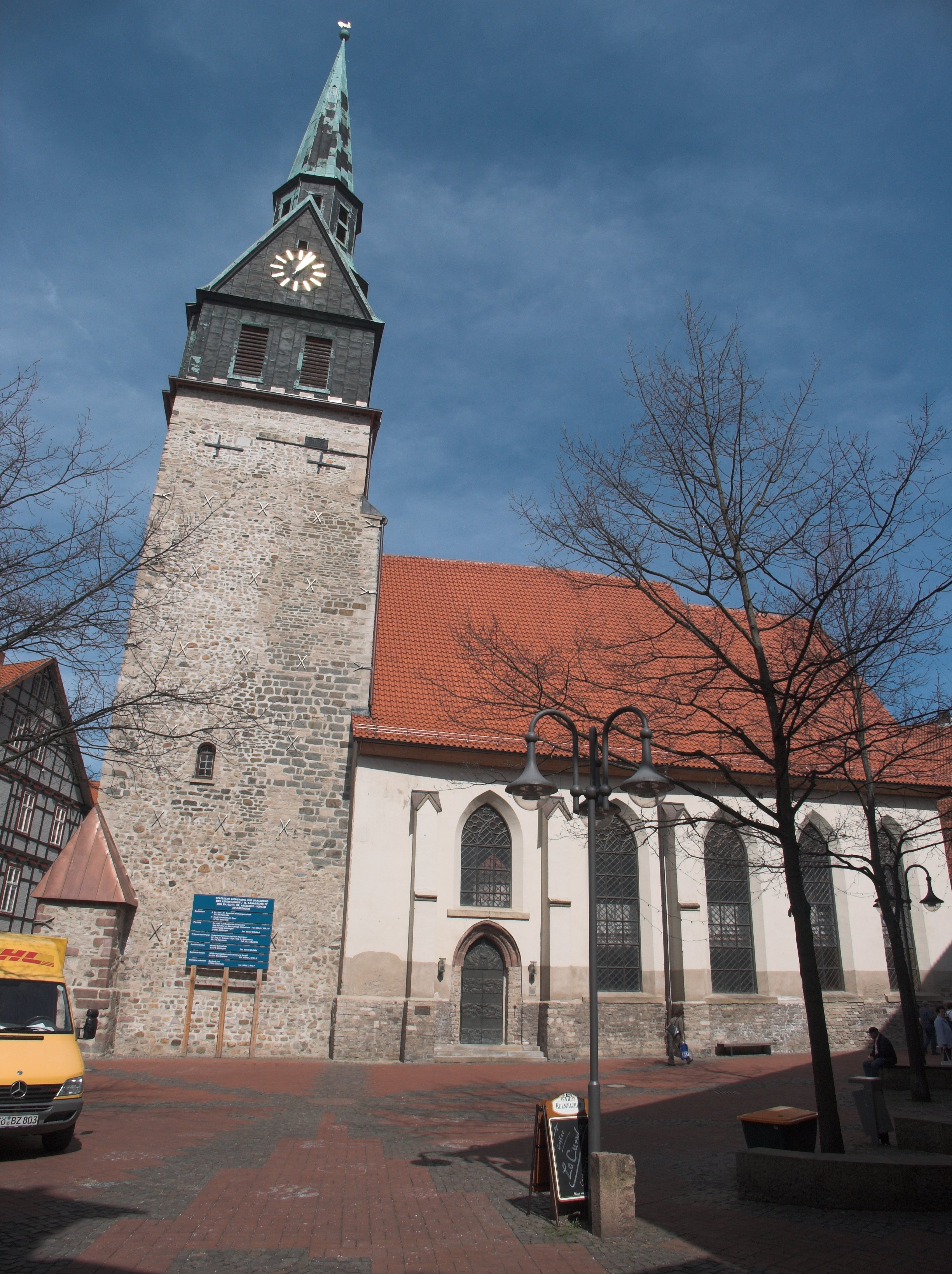
聖エギディーン教会

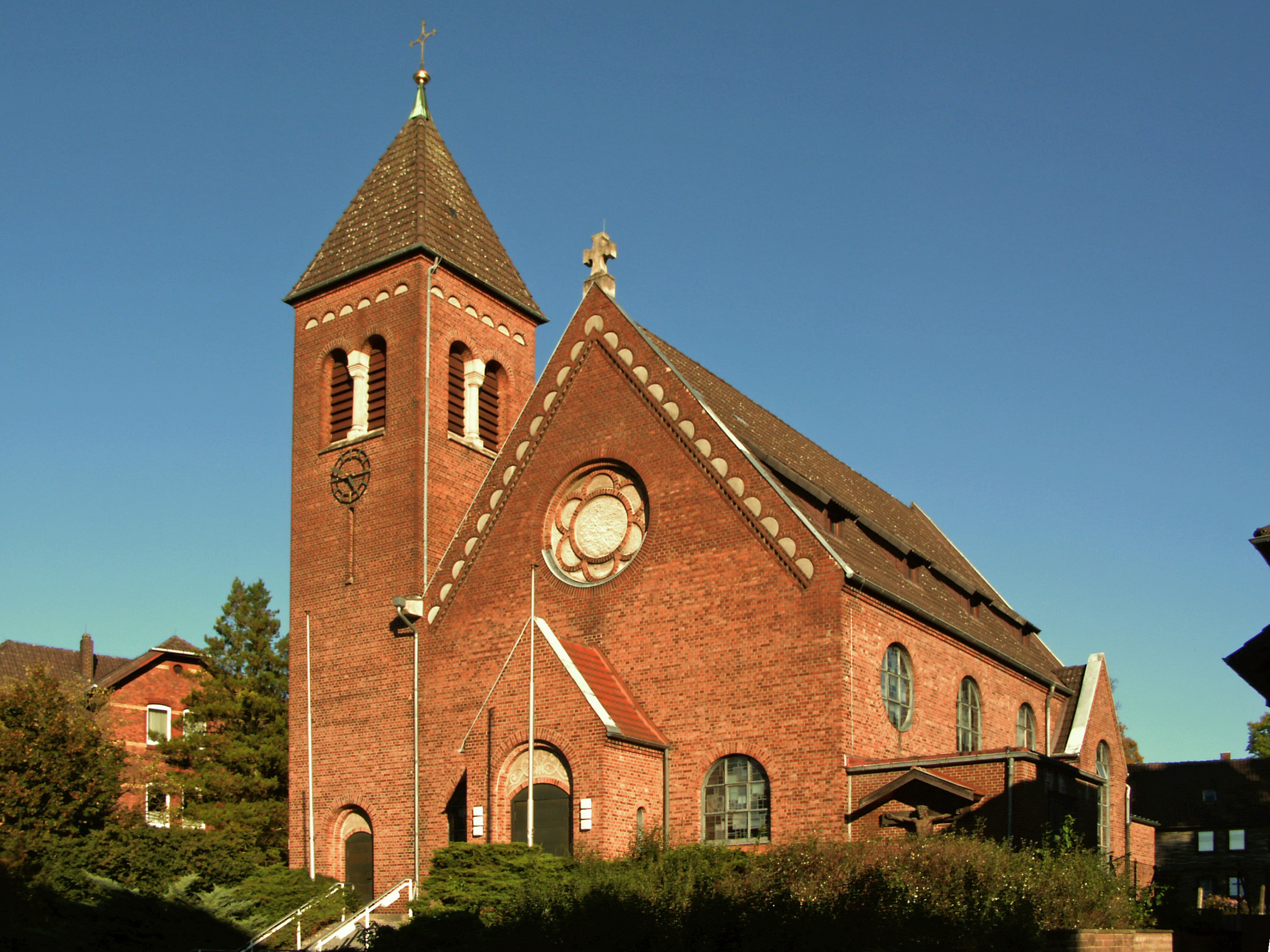
洗礼者聖ヨハネ教会

オステローデは、福音主義＝ルター派ハノーファー地方教会のハルツァー・ラント教会クライスの本部所在地である。市の中心部に聖エギディーン・マルクト教会、アム・シュロスのヤコービ教会、市北部に十字架教会、マリエンフォアシュタットにマリエン教会、市南部に善き羊飼い教会がある。
オステローデはまた、カトリックのヒルデスハイム司教区ネルテン＝オステローデ首席司祭区に属す洗礼者聖ヨハネ教区教会の本部所在地でもある。オステローデでは、1902年から1904年に建設されたヨハニスフォアシュタットの洗礼者聖ヨハネ教会とバーデンハウゼンのカトリック教会がこの教区教会に属す。1962年から1963年に市の南部に建設された聖マルティン教会は、2015年に世俗化された。
オステローデ自由福音主義教会は1967年に設立され、ドイツ自由福音主義協会連合 (FeG) に属している。オステローデ・クリストゥス教会は、自由教会聖霊降臨教会連合に属している。ヘルツェベルク福音主義自由教会（バプテスト教会）のオステローデの信者集会所はヴェストプロイセン通りにある。新使徒派教会はイン・デア・ゲーレン通りにあり、ゲッティンゲン教会管区に属している。
オステローデには2つのモスクがある。ミッリー・ ギョリュシュ・イスラム教会のファティー＝モスクとトルコのDITIBが運営するウル・カミイである。

## 行政

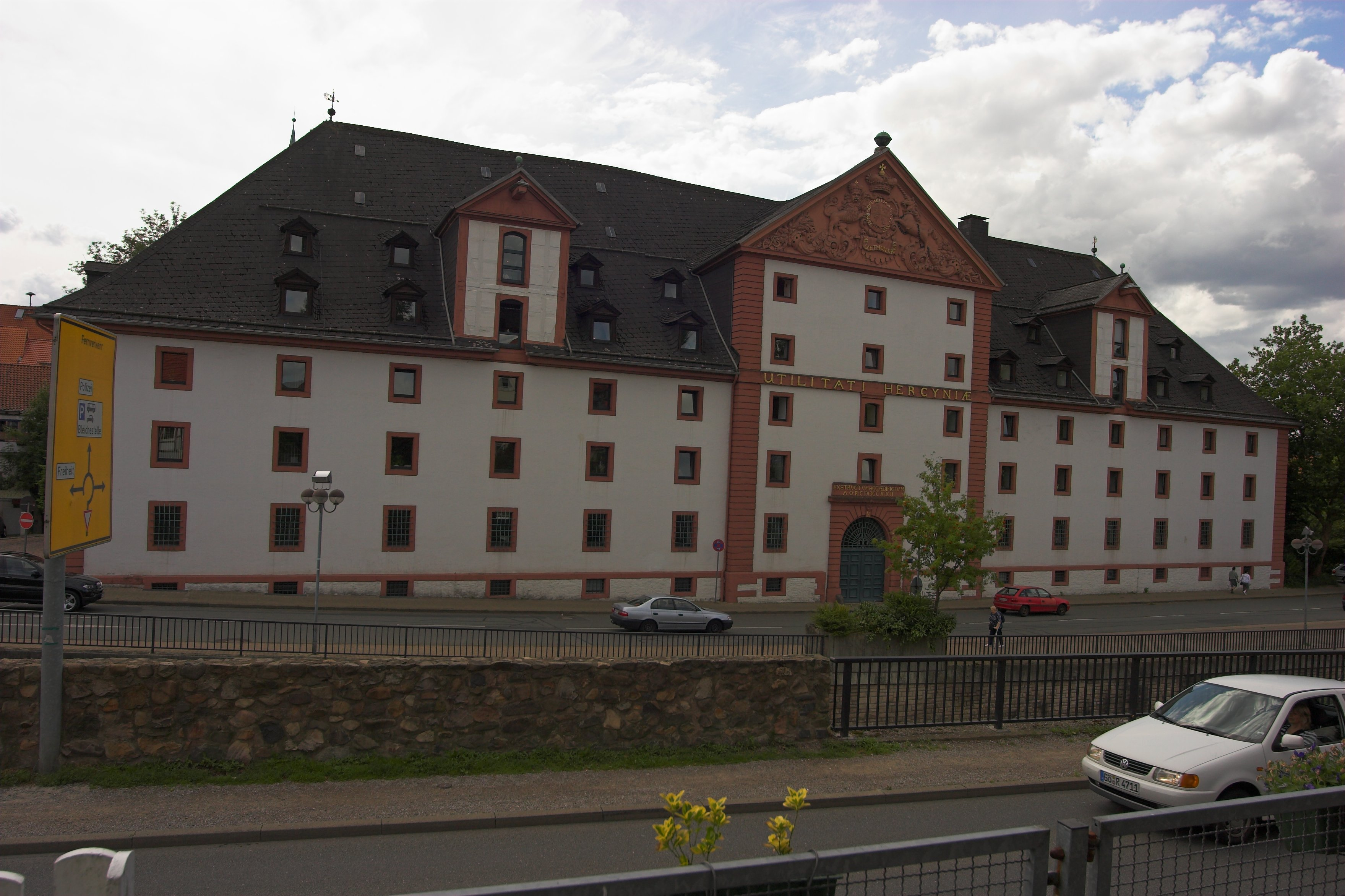
市庁舎（旧穀物庫）

### 議会
オステローデ・アム・ハルツ市の市議会は34議席からなる。これは人口20,001人から25,000人の自治体の議員定数である。34人の議員は、5年ごとの住民による選挙で選出される。
市議会ではこのほかに市長のクラウス・ベッカー（無所属）が投票権を有している。

### 市長
本市の市長は政治学・行政学の研究者で選挙まで教師を務めていたイェンス・アウガート (SPD) である。2019年9月15日の選挙で彼は、57.86 % の票を獲得した。この選挙の投票率は 47.66 % であった。彼は2019年11月1日に市長に就任した。

### 紋章
図柄: 金色のクローバー型の境界線で銀地と赤地に上下二分割。境界線の上に2本の青い塔。向かって左は赤いドーム型の屋根、向かって右は赤い尖塔型の屋根を戴いている。両者の間に赤いクロスパティー。下部は左（向かって右）に向かって歩く青い爪と舌を持つ金の獅子。
解説: ノイシュタットが建設された1238年頃にこの市場町は最初の印を用いた。17世紀の模写には、右を向いたヴェストファーレンの獅子が唯一の意匠として描かれている。1234年にはすでに環状壁が塔と地面とで象徴されて描かれている。十字架は守護聖人の洗礼者聖ヨハネ・マルクト教会あるいは商標として描かれた。19世紀には、冠を戴いた「O」の文字が描かれた獅子の盾、塔と十字架が紋章に付け加えられた。

オステローデ・アム・ハルツの古い紋章

17世紀から1914年までは以下で記述される別の紋章を用いていた。
図柄: 赤地。上半分に青い舌と爪を持つ歩む獅子。下半分に金の冠を着けた銀の文字「O」。

### 姉妹都市
オステローデ・アム・ハルツは以下の都市と姉妹都市関係にある
- アルマンティエール（フランス、ノール県）ゼーゼ川の橋はアルマンティエール橋と呼ばれている。
- オストルダ（ポーランド、ヴァルミア＝マズールィ県）市内中心部に「オステローデ/オストプロイセンまで 826 km 」と刻まれた石碑が設けられている。

## 文化と見所

### 博物館
騎士館の博物館は、中世から現代に至るオステローデの歴史に関する物品や分所を収集、展示している。市史および地域史の常設展示のほかに、様々なテーマの特別展示が定期的になされている。

### 建築

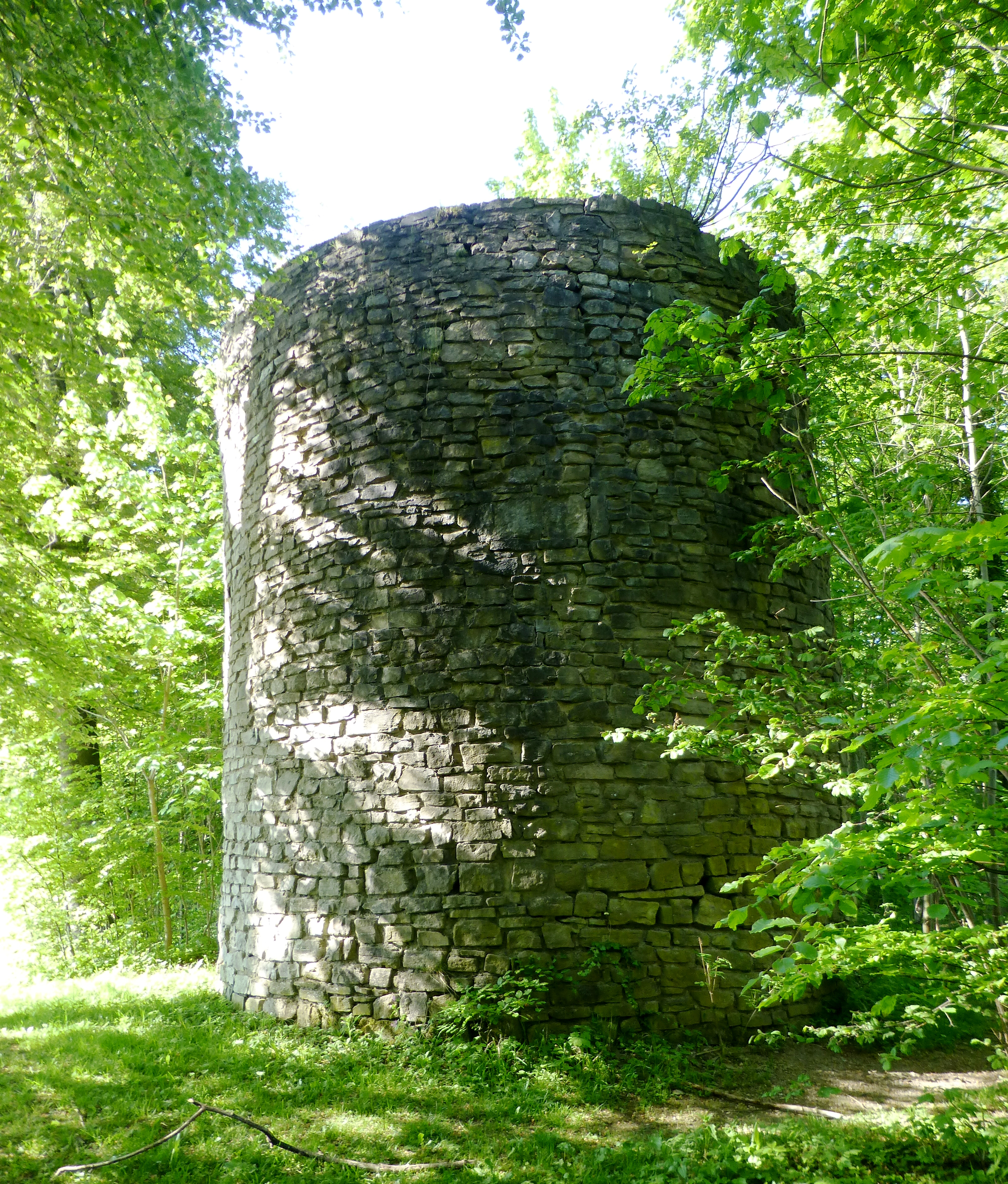
ガルゲン塔

オステローデ・アム・ハルツ周辺には、ドルステとフェルステの間にあるリヒテンシュタイン城やアルテ・ブルクをはじめ、数多くの城趾がある。オステローデの南西に位置するユールダー・ベルクに、中世の監視塔ガルゲン塔が建っている。
本市で最も重要な建築の1つが、1719年から1722年に建造された穀物倉庫（ハルツ穀物倉庫）である。元々はオーバーハルツの採掘現場に穀物を供給するために用いられていたが、現在は大規模な修復を経て市庁舎として利用されている。このほかの建造物には、1960年代まで織布会社の本社であったオイレンブルクがある。
2004年までオステローデにはロンメル兵舎があった。ここには、ドイツ防衛軍の第12装甲擲弾兵大隊と、1972年から1993年までは通信連隊のセクタCも駐屯していた。この広大な兵舎の敷地は、民間投資家によって購入されたが、2016年現在、空き地のままである。
- アルテ・ブルク
- リヒテンシュタイン城の城壁跡

### スポーツ

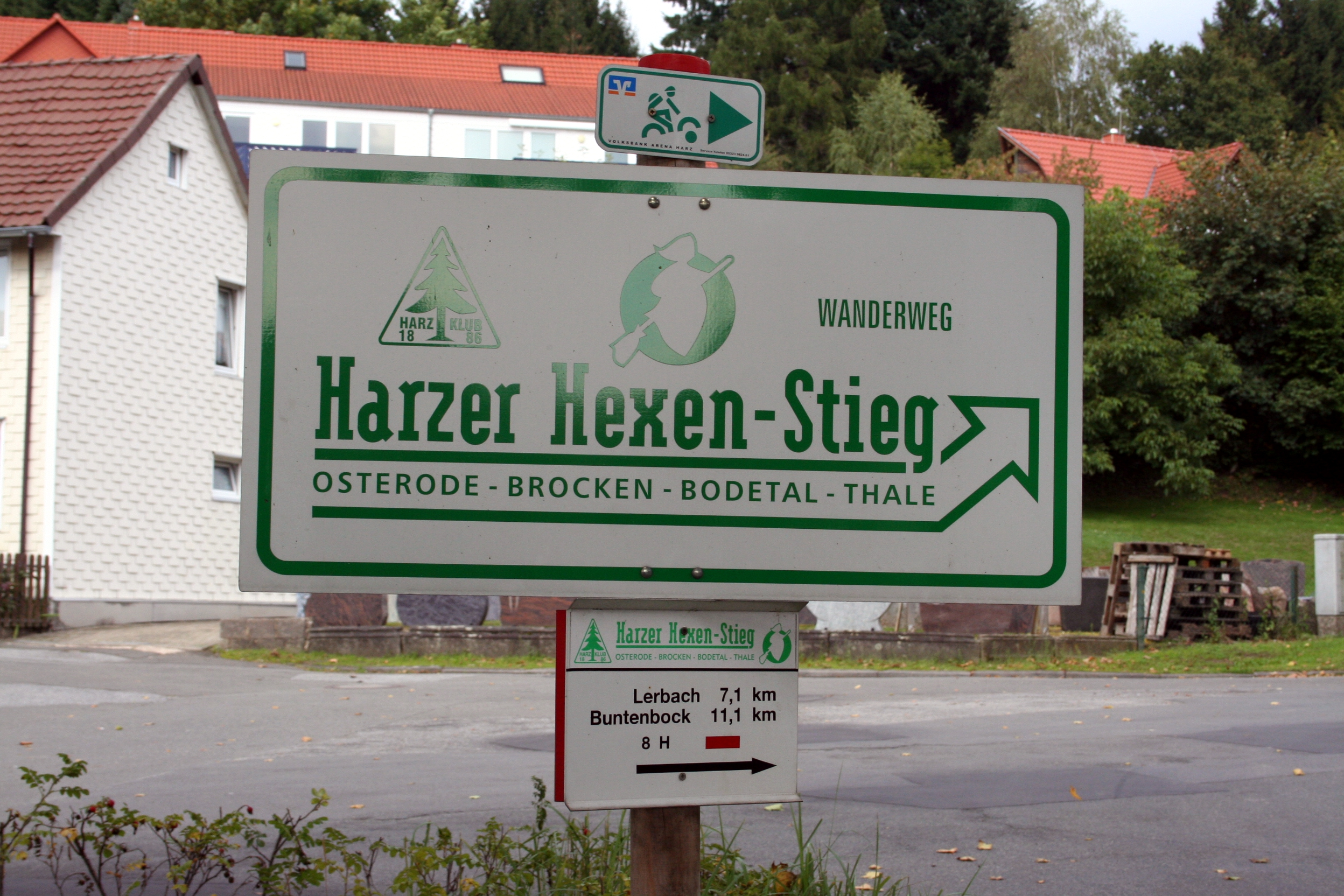
ハルツァー・ヘクセンシュティークの出発点を表す標識

オステローデは、ターレまで全長約 100 キロメートルの遊歩道「ハルツァー・ヘクセンシュティーク」（直訳すると「ハルツの魔女の坂道」）の起点である。
オステローデにはサッカークラブ VfR オステローデ 08 のホームタウンである。このクラブの第1チームはクライスクラッセ2部に属している。また、オステローデには、ブラウンシュヴァイク NFVベツィルクのベツィルクスリーガ4部に所属するトルコ人サッカークラブ FC ドストルク・シュポールがある。TuSpo ラスフェルデ＝ペータースヒュッテ＝カッツェンシュタイン（通称 TuSpo ペータースヒュッテ）もベツィルクスリーガ4部でプレイしている。
HSG オステローデ・ハルツの女子チームはレギオンスオーバーリーガでプレイしている。

## 経済と社会資本

### 交通
多くの連邦道がオステローデを通っている。アウトバーン仕様に拡充された連邦道 B243号線は西ハルツと南ハルツとを結んでいる。この道路を通ってエアフルト方面から北ドイツへの往来が可能である。B241号線はゾリングとハルツ（具体的にはノルトハイムとゴスラー）とを結んでおり、市内では4車線となっている。さらにアルテナウを経由してゴスラーに至る別ルートのB498号線はオステローデを起点としている。
オステローデは、鉄道ヘルツベルク - ゼーゼン線（さらにブラウンシュヴァイクに至る）沿いに位置している。2004年11月にこの街は約100万ユーロを費やして2つの新しい駅を建設した。この駅はそれまでの駅から置き換えられた。一方は中心部に位置することから近郊旅客交通の質の改善に寄与し、もう一方の駅は職業訓練学校の近くに位置している。かつてのオステローデ (ハルツ) 駅（待合室、切符売り場、駅の売店を備えた古典的な駅であった）とオステローデ南駅は解体された。新しい駅は、バス停と同じような待合室があるだけで、自動券売機のほかに調度はなにもない。旧貨物駅はモスク（ファティー＝モスク）として利用されているが、旧オステローデ駅は空き家で老朽化している。
オステローデ周辺の路線バスは、南ニーダーザクセン交通連盟 (VSN)　のブラウンシュヴァイク地域バス GmbH (RBB) によって運営されている。鉄道の近郊交通も VSN に属している。
狭軌鉄道オステローデ - クライエンゼン線は1967年に廃止された。

### 教育
- ノイシュテッター・トーア本課程学校
- レッデンベルク実科学校
- ティルマン＝リーメンシュナイダー＝ギムナジウム・オステローデ・アム・ハルツ
- オステローデ・アム・ハルツ郡職業教育学校 I （商業学習施設）
- オステローデ・アム・ハルツ郡職業教育学校 II 専門知識センター
- ヴァルトベルクシューレ、学習、身体および運動発達、精神発達、言語発達のための養護学校

### 企業
本市に本社を置く会社としては、ハルツ・エネルギー、カマックス、ピラー、およびハルツ＝ヴァーザー＝ヴェルクシュテッテンもある。

## 人物

### 出身者

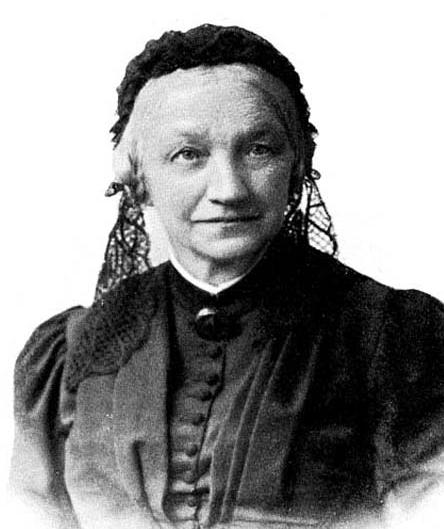
ルイーゼ・フレーベル

- ルイーゼ・フレーベル（1815年 - 1900年）幼児教育家
- オットー・ヴェルニッケ（1893年 - 1965年）俳優
- レナーテ・クレスナー（ドイツ語版、英語版）（1945年 - ）女優
- マルコ・ボーデ（1969年 - ）サッカー選手

### ゆかりの人物
- ティルマン・リーメンシュナイダー（1460年頃 - 1531年）彫刻家。少青年期の一時期をオステローデで暮らした。
- フリードリヒ・アウグスト・ヴォルフ（1759年 - 1824年）1782年から1783年まで本市の学校の校長を務めた。